# Abel Michéa
Pour les articles homonymes, voir Michéa.
Abel Michéa, né le 18 mars 1920 à Guéret et mort le 1er mars 1986 à Maisons-Alfort, est un journaliste sportif français, spécialisé dans le cyclisme.

## Biographie
Père de l'écrivain et philosophe Jean-Claude Michéa, il est né dans la Creuse, mais il s'installe très jeune à Annecy. Il débute dans le journalisme en écrivant des piges pour les feuilles départementales (Le Messager de Haute-Savoie) ou régionales (Le Petit Dauphinois, Le Progrès de Lyon).
Refusant le Service du travail obligatoire (STO), il s'engage dans la Résistance, dans les maquis FTP de Haute-Savoie, et adhère au Parti communiste français. Il termine la guerre en qualité d'officier FTP.
C'est dans la presse sportive liée au Parti communiste qu'il effectue sa carrière journalistique. Embauché en février 1946 à La Voix du Peuple de Lyon, il rejoint en 1947 l'Union française de l'information, qui fédère une centaine de quotidiens et hebdomadaires contrôlés par le PCF ou proches de lui, puis il entre à L'Humanité. Il y est chef de la rubrique sportive, jusqu'en 1963 et y devient grand reporter, fonction qu'il exerce jusqu'à sa retraite professionnelle en 1982. Il suit de nombreux Tour de France. C'est l'une des figures des journalistes sportifs "engagés" des années 1950-1980.

## Journaliste du cyclisme
Dans le même temps, il contribue aux rédactions de Miroir Sprint et de Miroir du cyclisme. Dans ce magazine, il est rédacteur en chef lors de sa création comme mensuel en 1961. Il demeure à ce poste jusqu'en 1964, puis il participe au comité de rédaction jusqu'à sa retraite. « Anquetiliste » notoire, il joue sa partition[évasif] dans une France partagée avec les « poulidoristes »… Il sait aussi raconter ses histoires sur le Tour de France en leur donnant un ton personnel, tel ce « Tour de France raconté à Nounouchette », livré en 1964. Il se distingue également par ses connaissances en matière gastronomique, sources de son livre La vie par le bon goût.
Avec son camarade Émile Besson, il publie en 1969 un ouvrage d'histoire du cyclisme de compétition, Cent ans de cyclisme.

## Sources
- « Une vie de fidélité », L'Humanité, mars 1986.
- Miroir du cyclisme: no 46-1964.
- Miroir du cyclisme: no 277-1979. Rubrique « Les compagnons du vélo ».

## Œuvres
- 100 ans de cyclisme, en collaboration avec Émile Besson, éditions B. Arthaud, 1969.